# Mary Rudge

Mary Rudge (ca. 1890er Jahre)

Mary Rudge (* 6. Februar 1842 in Leominster; † 22. November 1919 in London) war im letzten Viertel des 19. Jahrhunderts die führende Schachspielerin Englands. Nach ihrem überlegenen Sieg beim ersten internationalen Schachturnier für Damen im Jahre 1897 in London zählte man sie zu den stärksten Spielerinnen weltweit. Das British Chess Magazine betitelte sie nach diesem Erfolg – 30 Jahre vor dem ersten offiziellen Wettbewerb um die Schachkrone der Frauen – als erste Schachweltmeisterin.

## Leben
Mary Rudge wurde am 6. Februar 1842 als jüngstes von sieben Kindern des Arztes Henry und dessen Frau Eliza Rudge in Leominster geboren, einer Kleinstadt im Südwesten Englands, in der sie aufwuchs und 32 Jahre lang lebte. Nach dem Tod ihres Vaters im Jahr 1874 verließ Mary ihre Geburtsstadt und zog zusammen mit ihrer älteren Schwester Caroline – beide waren unverheiratet – weiter in den Südwesten nach Bristol. Dort wohnten sie mit ihrem Bruder Henry, einem Junggesellen, der seit 1870 in der Hafenstadt als Hilfspfarrer arbeitete.

### Beginn der Schachkarriere in Bristol
Das Schachspiel erlernte Mary Rudge von ihren beiden Schwestern Emily († 1873) und Caroline († 1900), die es wiederum vom Vater Henry beigebracht bekamen. Im Jahr 1864 nahm sie zusammen mit ihrer Schwester Emily an einem Fernschach-Turnier der Zeitschrift Cassell's Illustrated Family Newspaper teil, wobei sie die Pseudonyme Snowdon und Vesuvius benutzten. Aus dem Jahr 1872, als sie an einem Fernschach-Turnier der Zeitschrift Gentleman’s Journal teilnahm, stammen ihre ersten überlieferten Partien. Rudges Umzug nach Bristol war förderlich für ihre schachliche Entwicklung, da sie in Leominster vermutlich keine ernst zu nehmende Möglichkeit besaß, sich im Nahschach zu messen. Mary Rudge kam im Bristol Chess Club unter, dem ältesten, außerhalb Londons gegründeten Schachklub (1829 oder 1830), der just im Jahr 1872 beschlossen hatte, auch Frauen aufzunehmen.
In Bristol trat Rudge erstmals 1875 namentlich in Erscheinung, als sie gegen den englischen Meister Joseph Henry Blackburne spielte, der im Februar den Bristol Chess Club für drei Tage besuchte und eine Blindsimultan-Veranstaltung an zehn Brettern gab. Mary Rudge verlor die Partie nach 27 Zügen. Im Oktober des folgenden Jahres weilte auf Einladung des Klubs der Pole Johannes Hermann Zukertort in Bristol, um sich ebenfalls im Blindspiel gegen mehrere Gegner gleichzeitig zu messen, diesmal an zwölf Brettern. Der Verlauf und das Ergebnis seiner Partie gegen Mary Rudge sind nicht bekannt, insgesamt gewann Zukertort fünf Partien, remisierte drei und verlor eine Begegnung; die übrigen drei wurden nicht beendet. In den 1870er Jahren spielte Rudge einige Wettkämpfe gegen den starken Amateur Edmund Thorold (1833–1899), bei denen sie Vorgaben erhielt.
In den kommenden Jahren gab Henry Rudge seine Anstellung als Hilfspfarrer an der St. Thomas-Kirche auf und übernahm bis 1885 die Leitung der Luccombe House Preparatory School in Bristol, wobei angenommen wird, dass seine beiden Schwestern in der Schule als Lehrerinnen tätig waren. Als Henry 1885 die Schulleitung aufgab und wegzog, um eine neue Stelle als Pfarrer in Southport an der mittleren Westküste Englands anzutreten, blieb Mary Rudge in Bristol. Im Alter von mittlerweile 45 Jahren verbesserte Rudge unter dem Einfluss des Schachklubs ihr Schachspiel und wurde in der Mannschaft des Bristol and Clifton Chess Clubs gegen auswärtige Vereine eingesetzt. In den Jahren 1887 und 1888 sind zwei Begegnungen verzeichnet, bei denen Mary am sechsten Brett gegen männliche Gegnerschaft einmal gewann und einmal Remis spielte. 1888 trat sie in einer weiteren Simultanpartie gegen Blackburne an und kam diesmal zu einem Unentschieden, im Jahr darauf gewann sie den Challenge Cup des Bristol and Clifton Chess Club.
Nach dem Weggang ihres Bruders aus Bristol – Henry verstarb schließlich im Jahr 1891 – kam Mary Rudge, die kein eigenes, festes Auskommen hatte, in finanzielle Schwierigkeiten. So wurde im British Chess Magazine 1889 gar ein Aufruf veröffentlicht, in dem um Unterstützung für Rudge gebeten wurde. Um diese Zeit herum nahm sich die irische Journalistin Frideswide Rowland ihrer an; Rowland organisierte, zusammen mit ihrem Mann Thomas B. Rowland, Schachveranstaltungen, veröffentlichte eigene Schachkompositionen und hatte zu dieser Zeit maßgeblichen Einfluss auf das Schach in Irland. Mary Rudge konnte bei Rowland als Gesellschaftsdame arbeiten und pendelte in den folgenden Jahren zwischen England und Irland. Bis zum Jahr 1896 spielte Mary Rudge weiter in Mannschaften (für Bristol und die Grafschaft Gloucestershire) und gab im irischen Clontarf (bei Dublin) – möglicherweise als erste Frau überhaupt – eine Simultanvorstellung an sechs Brettern, bei der sie alle Partien gewinnen konnte. Außerdem spielte sie in Irland für den Clontarf Chess Club: In der Saison 1889/1890 blieb Rudge in elf Partien am zweiten Brett ungeschlagen bei acht Siegen und drei Remisen.
In den 1890er Jahren gewann sie zwei kleinere Turniere: Im Jahr 1890 den Ladies’ Challenge Cup in Cambridge, sechs Jahre später das „B-Turnier“ des Southern Counties Tournaments in Bristol, als einzige Frau unter den zehn Teilnehmern.

### Das erste internationale Damenturnier 1897 in London
Das Damenschach erfuhr im Jahr 1895 in Großbritannien einen nicht unbedeutenden Aufschwung, als beim internationalen Meisterturnier von Hastings im Nebenprogramm ein Turnier für Frauen ausgetragen wurde und dadurch in der medialen Öffentlichkeit gesteigerte Aufmerksamkeit erfuhr. Im selben Jahr wurde außerdem unter der Initiative von Mrs. Rhoda Bowles der London Ladies Chess Club gegründet. Mrs. Bowles war es auch, die zwei Jahre später in London das erste Schachturnier für Frauen organisierte, das mit internationaler Beteiligung ausgetragen wurde. Dieses Turnier, das Mary Rudge als überlegene Siegerin abschließen konnte, sollte – im Alter von 55 Jahren – ihr größter Erfolg werden.

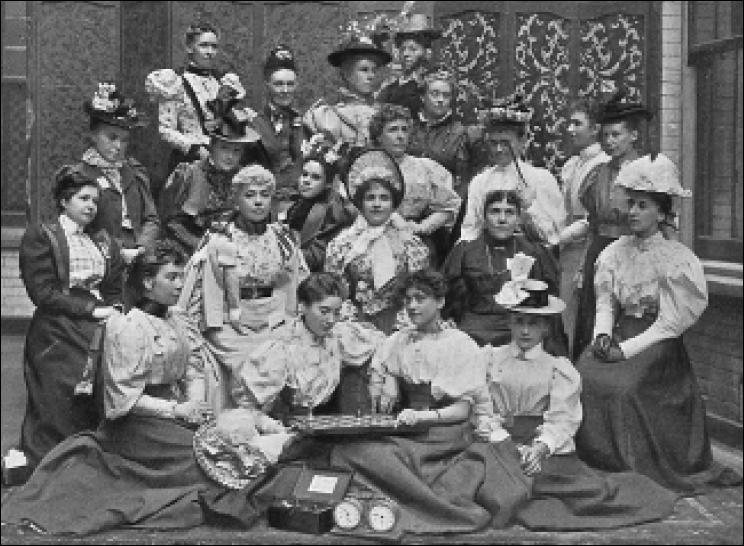
Die Teilnehmerinnen des ersten internationalen Damenturniers, London 1897. Mary Rudge ist in der hinteren Reihe stehend die dritte Dame von links. In der zweiten Reihe sitzend in der Mitte, die Organisatorin Rhoda Bowles. Die Deutsche Anna Hertzsch ist vorne sitzend die zweite Dame von links.

Das internationale Damenturnier wurde für den Juni 1897 annonciert, genau zu der Zeit als das 60-jährige Thronjubiläum von Queen Victoria in London gefeiert wurde. Die Schirmherrschaft des Turniers übernahm „Prinzessin Maud von Wales“, eine Enkelin Königin Victorias. Das Turnier wurde ab März in diversen Publikationen angekündigt, so in der Londoner The Field, die Times übernahm die regelmäßige Berichterstattung, und auch in der Deutschen Schachzeitung findet sich in der März-Ausgabe ein erster Hinweis; von insgesamt 32 Anmeldungen wurden seitens der Veranstalter schließlich 20 akzeptiert. Die Deutsche Schachzeitung schrieb nach dem Turnier, dass „sich Vertreterinnen fast aller Länder, in denen das Schachspiel heimisch ist“, beteiligt hätten und nur Spielerinnen aus Österreich und Russland fehlten. Die Teilnehmerinnen kamen aus England (elf Spielerinnen), Irland (zwei), Schottland, Frankreich, USA, Kanada, Belgien und Italien (je eine Spielerin); die einzige für Deutschland startende Dame war „Fräulein Anna Hertzsch aus Halle a. S.“, „Miss Müller-Hartung“, eine weitere Deutsche, spielte für die USA.
Die Partien wurden ab dem 23. Juni in der ersten Turnierwoche im Hotel Cecil ausgetragen, in der zweiten Woche musste man wegen der Feierlichkeiten des Thronjubiläums in das Klublokal des Ladies Chess Club umziehen, das Turnier endete am 3. Juli. Die Teilnehmerinnen hatten an einem Tag zwei Partien zu bestreiten, die Runden wurden jeweils auf 13 und 19 Uhr angesetzt. Als Bedenkzeit standen jeder Spielerin eine Stunde für zwanzig Züge zur Verfügung, nach vier Stunden Spielzeit wurden die Partien abgebrochen und die Hängepartie am nächsten Morgen weitergespielt. Zu den Favoriten gehörten – neben Mary Rudge – die Gewinnerin des Damenturniers von Hastings, Lady Edith Margaret Thomas, sowie die Zweitplatzierte, „Miss Fox“ (ihr Rufname ist nicht bekannt). Außerdem Louisa Matilda Fagan (Italien) sowie Harriet Jona Worrall, die Gattin des US-amerikanischen Schachspielers Thomas Herbert Worrall.
Mary Rudge startete mit 13 Siegen aus 13 Partien und gab den einzigen halben Punkt in der vierzehnten Runde gegen die spätere Fünftplatzierte Marie Bonnefin aus Belgien ab. Eine für den Turnierverlauf wichtige Partie stand in der Runde zuvor an, als Rudge gegen die bis dato Zweitplatzierte Louisa Matilda Fagan antreten musste. Die Italienerin opferte in ausgeglichener Stellung einen Springer, musste allerdings wenig später aufgeben, da sie einer „Halluzination“ aufgesessen war. Mary Rudge führte mit 13,5 Punkten nach 14 Runden mit zwei Zählern vor Fagan und gewann ihre restlichen fünf Partien. Am Ende erzielte sie 18,5 Punkte aus 19 Partien und gewann überlegen mit drei Punkten Vorsprung auf Fagan, die ihren zweiten Platz verteidigen konnte. Auf den weiteren Plätzen folgten die Engländerin Eliza Mary Thorold als Dritte und Frau Worrall als Vierte. Anna Hertzsch aus Deutschland belegte den vierzehnten Platz.
Für ihren Turniererfolg bekam Mary Rudge als Siegprämie stattliche 60 £ (Pfund Sterling), was auf heutige Verhältnisse umgerechnet einer Summe von ungefähr 5000 £ entspricht (etwa 7500 €). Für den sechsten Platz waren noch 15 £ ausgeschrieben, den Spezialpreis für die schönste Partie (20 £) stiftete der Schachmäzen Albert von Rothschild. Der Preisfonds wurde unter anderem vom amerikanischen Meisterspieler Harry Nelson Pillsbury zusammengetragen, den ersten Preis stiftete Sir George Newnes (1851–1910), ein Verleger und Mitglied des englischen Abgeordnetenhauses. Das British Chess Magazine bezeichnet in seinem Abschlussbericht zum Londoner Turnier Mary Rudge, die schon lange als stärkste Schachspielerin weltweit gegolten habe, nun als lady chess champion of the world.

### Die Jahre nach dem Londoner Erfolg
|   | a | b | c | d | e | f | g | h |   |
| 8 |   |   |   |   |   |   |   |   | 8 |
| 7 |   |   |   |   |   |   |   |   | 7 |
| 6 |   |   |   |   |   |   |   |   | 6 |
| 5 |   |   |   |   |   |   |   |   | 5 |
| 4 |   |   |   |   |   |   |   |   | 4 |
| 3 |   |   |   |   |   |   |   |   | 3 |
| 2 |   |   |   |   |   |   |   |   | 2 |
| 1 |   |   |   |   |   |   |   |   | 1 |
|   | a | b | c | d | e | f | g | h |   |

Die Schlussstellung nach 28. Dh8–h7, die Simultanveranstaltung wurde hier abgebrochen. Schwarz steht auf Gewinn.
Ein Jahr nach Rudges Turniererfolg weilte der damalige Schachweltmeister, der Deutsche Emanuel Lasker, in England. Nach seiner Titelverteidigung gegen Wilhelm Steinitz (1896) gab Lasker auf Tourneen in Europa einige Simultanveranstaltungen, Ende des Jahres 1898 auch in London und Bristol. Im Bristoler Hotel Imperial gehörte auch Mary Rudge zu seinen Kontrahenten: Nachdem Lasker in einer besseren Stellung fehlgriff und erst einen Bauern verlor und danach die Qualität opferte, stand Mary Rudge auf Gewinn (siehe Diagramm). Allerdings wurde die Simultanvorstellung nach Ablauf der vereinbarten Gesamtspieldauer, nach mehreren Stunden Spielzeit, abgebrochen. Die Partie konnte nicht zu Ende gebracht werden, Lasker gestand aber unmittelbar danach, „inoffiziell“, die Niederlage gegen Rudge ein.
Mary Rudge spielte die kommenden Jahre weiterhin für Vereinsmannschaften und in kleineren Turnieren, ohne nennenswerte Schlagzeilen zu schreiben. Als im Jahr 1900 ihre älteste Schwester Caroline starb, verblieb Mary Rudge alleine, ohne nahe Angehörige. Im Jahr 1912 veröffentlichte ihre Mentorin Rowland in den Cork Weekly News (Irland) eine Anzeige, in der sie um finanzielle Zuwendung für Mary Rudge bat. Sie leide unter Rheumatismus und ersuche um Unterstützung für die Einweisung in ein Dubliner Hospital.
Ihre letzte gewertete Partie spielte sie 1913 in einem Fernschachwettkampf. Im Jahr 1915 spielte sie noch gegen verwundete Soldaten in einem Lazarett an ihrem Wohnort Streatham.
Am 22. November 1919 starb die Pionierin des Frauenschachs im Guy’s Hospital in London. Genau dreißig Jahre nach Rudges Sieg im ersten internationalen Damenturnier gewann Vera Menchik die erste offizielle Schachweltmeisterschaft der Frauen. Bei dem ebenfalls in London ausgetragenen WM-Turnier im Rahmen der Schacholympiade 1927 siegte Menchik mit einem vergleichbaren Ergebnis wie Rudge und gab in elf Partien nur ein Unentschieden ab.